# 2018 en jeu vidéo
| Années du jeu vidéo : 2015 - 2016 - 2017 - 2018 - 2019 - 2020 - 2021    |
| Décennies du jeu vidéo : 1980 - 1990 - 2000 - 2010 - 2020 - 2030 - 2040 |

Cet article présente les faits marquants de l'année 2018 concernant le jeu vidéo.

## Événements

### Salons et manifestations
- 9 au 11 mars : Japan Expo Sud à Marseille
- Mai : DreamHack à Tours
- 12 au 14 juin : Electronic Entertainment Expo 2018 à Los Angeles
- 22 au 25 août : Gamescom à Cologne
- Septembre : Tokyo Game Show à Tokyo
- 26 au 30 octobre : Paris Games Week à Paris

## Jeux notables
Les jeux suivants sont sortis en 2018 :
- A Way Out (PC, PS4, Xbox One)
- Assassin's Creed Odyssey (PC, PS4, Xbox One)
- Battlefield V (PC, PS4, Xbox One)
- Call of Duty: Black Ops IIII (PC, PS4, Xbox One)
- Crash Bandicoot: N. Sane Trilogy (PC, Nintendo Switch, Xbox One)
- Darksiders III  (PS4, Xbox One, Microsoft Windows)
- Detroit: Become Human (PS4)
- Dragon Ball FighterZ (PC, PS4, Xbox One)
- Dragon Quest XI: Echoes of an Elusive Age (PS4, 3DS en Occident)
- Far Cry 5 (PC, PS4, Xbox One)
- God of War (PS4)
- Jurassic World Evolution (PC, PS4, Xbox One)
- Just Cause 4 (PC, PS4, Xbox One)
- Kingdom Come: Deliverance (PC, PS4, Xbox One)
- Kirby Star Allies (Nintendo Switch)
- Luigi's Mansion (3DS)
- Mario Tennis Aces (Nintendo Switch)
- Metal Gear Survive (PC, PS4, Xbox One)
- Monster Hunter: World (PC, PS4, Xbox One)
- Ni no kuni II : L'Avènement d'un nouveau royaume (PC, PS4)
- Octopath Traveler (Nintendo Switch)
- Pokémon Let's Go, Pikachu et Let's Go, Évoli (Nintendo Switch)
- Raft (jeu vidéo)  (PC)
- Red Dead Redemption 2 (PS4, Xbox One)
- Sea of Thieves (PC, Xbox One)
- SoulCalibur VI (PC, PS4, Xbox One)
- Spider-Man (PS4)
- Spyro Reignited Trilogy (PS4, Xbox One)
- Subnautica (PC, PS4, Xbox One)
- Super Smash Bros. Ultimate (Nintendo Switch)
- Tennis World Tour  (PS4, Xbox One, Nintendo Switch, Microsoft Windows)
- The Crew 2 (PC, PS4, Xbox One)
- World of Warcraft: Battle for Azeroth (PC)

## Liste exhaustive des sorties

### Premier trimestre
| Mois          | Jour | Région                       | Titre                                                               | Plates-formes                                                       | Réf.   |
| J A N V I E R | 5    | Sortie internationale        | AO International Tennis                                             | iOS, Android                                                        |        |
| J A N V I E R | 11   | Japon                        | Dissidia Final Fantasy NT                                           | PlayStation 4                                                       |        |
| J A N V I E R | 11   | Sortie internationale        | The Escapists 2                                                     | Nintendo Switch                                                     |        |
| J A N V I E R | 16   | Sortie internationale        | InnerSpace                                                          | Windows, Mac, Linux, PlayStation 4, Xbox One, Nintendo Switch       |        |
| J A N V I E R | 16   | Sortie internationale        | Kerbal Space Program: Enhanced Edition                              | PlayStation 4, Xbox One                                             |        |
| J A N V I E R | 16   | Sortie internationale        | Street Fighter V: Arcade Edition                                    | Windows, PlayStation 4                                              | [ 2 ]  |
| J A N V I E R | 18   | Sortie internationale        | Darkest Dungeon                                                     | Nintendo Switch                                                     |        |
| J A N V I E R | 18   | Japon                        | Gintama Rumble                                                      | PlayStation 4                                                       | [ 3 ]  |
| J A N V I E R | 18   | Sortie internationale        | World to the West                                                   | Nintendo Switch                                                     | [ 4 ]  |
| J A N V I E R | 19   | Sortie internationale        | Digimon Story: Cyber Sleuth - Hacker's Memory                       | PlayStation 4, PlayStation Vita                                     |        |
| J A N V I E R | 19   | États-Unis · Canada          | Kirby Battle Royale                                                 | Nintendo 3DS                                                        | [ 5 ]  |
| J A N V I E R | 23   | Sortie internationale        | Iconoclasts                                                         | Windows, Mac, Linux, PlayStation 4, Xbox One, PlayStation Vita      |        |
| J A N V I E R | 23   | États-Unis · Canada          | The Inpatient                                                       | PlayStation 4                                                       |        |
| J A N V I E R | 23   | Europe · États-Unis · Canada | Lost Sphear                                                         | Windows, PlayStation 4, Nintendo Switch                             |        |
| J A N V I E R | 23   | Sortie internationale        | Subnautica                                                          | Windows, Mac                                                        |        |
| J A N V I E R | 24   | Europe                       | The Inpatient                                                       | PlayStation 4                                                       |        |
| J A N V I E R | 25   | Sortie internationale        | Celeste                                                             | Windows, Mac, Linux, PlayStation 4, Xbox One, Nintendo Switch       |        |
| J A N V I E R | 25   | Japon                        | Hello Lady! Superior Dynamis                                        | PlayStation Vita                                                    |        |
| J A N V I E R | 26   | Sortie internationale        | Dragon Ball FighterZ                                                | Windows, PlayStation 4, Xbox One                                    |        |
| J A N V I E R | 26   | Sortie internationale        | Monster Hunter: World                                               | PlayStation 4, Xbox One                                             |        |
| J A N V I E R | 26   | Europe                       | Railway Empire                                                      | Windows, Linux, SteamOS, PlayStation 4, Xbox One                    |        |
| J A N V I E R | 30   | Sortie internationale        | Dissidia Final Fantasy NT                                           | PlayStation 4                                                       |        |
| J A N V I E R | 30   | États-Unis · Canada          | Railway Empire                                                      | Windows, Linux, SteamOS, PlayStation 4, Xbox One                    |        |
| F E V R I E R | 1er  | Sortie internationale        | Night in the Woods                                                  | Nintendo Switch                                                     |        |
| F E V R I E R | 1er  | Sortie internationale        | Sky Force Reloaded                                                  | Nintendo Switch                                                     | [ 6 ]  |
| F E V R I E R | 1er  | Sortie internationale        | SteamWorld Dig                                                      | Nintendo Switch                                                     |        |
| F E V R I E R | 2    | Sortie internationale        | EA Sports UFC 3                                                     | PlayStation 4, Xbox One                                             |        |
| F E V R I E R | 2    | Sortie internationale        | We Were Here Too                                                    | Windows                                                             |        |
| F E V R I E R | 6    | Sortie internationale        | Marooners                                                           | PlayStation 4, Xbox One                                             |        |
| F E V R I E R | 6    | États-Unis · Canada          | Shadow of the Colossus                                              | PlayStation 4                                                       |        |
| F E V R I E R | 7    | Europe · Australie           | Shadow of the Colossus                                              | PlayStation 4                                                       |        |
| F E V R I E R | 8    | Sortie internationale        | Aegis Defenders                                                     | Windows, Mac, PlayStation 4, Nintendo Switch                        |        |
| F E V R I E R | 8    | Sortie internationale        | Civilization VI: Rise and Fall                                      | Windows                                                             |        |
| F E V R I E R | 8    | Japon                        | Dynasty Warriors 9                                                  | Windows, PlayStation 4, Xbox One                                    |        |
| F E V R I E R | 8    | Sortie internationale        | Octogeddon                                                          | Windows                                                             | [ 7 ]  |
| F E V R I E R | 8    | Sortie internationale        | Rust                                                                | Windows, Mac, Linux                                                 |        |
| F E V R I E R | 8    | Japon                        | Shadow of the Colossus                                              | PlayStation 4                                                       |        |
| F E V R I E R | 8    | Japon                        | Sword Art Online: Fatal Bullet                                      | PlayStation 4                                                       |        |
| F E V R I E R | 9    | Europe · États-Unis · Canada | Dragon Quest Builders                                               | Nintendo Switch                                                     |        |
| F E V R I E R | 9    | Europe · États-Unis · Canada | The Seven Deadly Sins: The Britannian Traveler                      | PlayStation 4                                                       | [ 8 ]  |
| F E V R I E R | 9    | Europe · États-Unis · Canada | Under Night In-Birth Exe: Late[st]                                  | Arcade, PlayStation 3, PlayStation 4, PlayStation Vita              |        |
| F E V R I E R | 13   | Europe · États-Unis · Canada | Dynasty Warriors 9                                                  | Windows, PlayStation 4, Xbox One                                    |        |
| F E V R I E R | 13   | Sortie internationale        | Kingdom Come: Deliverance                                           | Windows, PlayStation 4, Xbox One                                    |        |
| F E V R I E R | 13   | Sortie internationale        | Owlboy                                                              | Nintendo Switch                                                     |        |
| F E V R I E R | 13   | États-Unis · Canada          | Radiant Historia: Perfect Chronology                                | Nintendo 3DS                                                        |        |
| F E V R I E R | 13   | États-Unis · Canada          | The Longest 5 Minutes                                               | Nintendo Switch, PlayStation Vita                                   | [ 9 ]  |
| F E V R I E R | 13   | Sortie internationale        | The Longest 5 Minutes                                               | Windows                                                             | [ 9 ]  |
| F E V R I E R | 14   | Sortie internationale        | The Legend of Heroes: Trails of Cold Steel II                       | Windows                                                             |        |
| F E V R I E R | 15   | Sortie internationale        | Secret of Mana                                                      | Windows, PlayStation 4, PlayStation Vita                            | [ 10 ] |
| F E V R I E R | 16   | Sortie internationale        | Bayonetta                                                           | Nintendo Switch                                                     |        |
| F E V R I E R | 16   | Sortie internationale        | Bayonetta 2                                                         | Nintendo Switch                                                     |        |
| F E V R I E R | 16   | Sortie internationale        | Fe                                                                  | Windows, PlayStation 4, Xbox One, Nintendo Switch                   |        |
| F E V R I E R | 16   | Europe                       | Radiant Historia: Perfect Chronology                                | Nintendo 3DS                                                        |        |
| F E V R I E R | 16   | Europe                       | The Longest 5 Minutes                                               | Nintendo Switch, PlayStation Vita                                   | [ 9 ]  |
| F E V R I E R | 17   | Japon                        | Bayonetta                                                           | Nintendo Switch                                                     |        |
| F E V R I E R | 17   | Japon                        | Bayonetta 2                                                         | Nintendo Switch                                                     |        |
| F E V R I E R | 20   | Sortie internationale        | Age of Empires: Definitive Edition                                  | Windows                                                             |        |
| F E V R I E R | 20   | Sortie internationale        | Armored Warfare                                                     | PlayStation 4                                                       |        |
| F E V R I E R | 20   | États-Unis · Canada          | Metal Gear Survive                                                  | Windows, PlayStation 4, Xbox One                                    |        |
| F E V R I E R | 21   | Japon                        | Girls und Panzer: Dream Tank Match DX                               | Nintendo Switch                                                     |        |
| F E V R I E R | 21   | Sortie internationale        | Layers of Fear: Legacy                                              | Nintendo Switch                                                     |        |
| F E V R I E R | 21   | Japon                        | Metal Gear Survive                                                  | Windows, PlayStation 4, Xbox One                                    |        |
| F E V R I E R | 22   | Sortie internationale        | Pac-Man Championship Edition 2                                      | Nintendo Switch                                                     |        |
| F E V R I E R | 22   | Japon                        | Girls und Panzer: Dream Tank Match                                  | PlayStation 4                                                       |        |
| F E V R I E R | 22   | Europe                       | Metal Gear Survive                                                  | Windows, PlayStation 4, Xbox One                                    |        |
| F E V R I E R | 22   | Japon                        | Fist of the North Star: Lost Paradise                               | PlayStation 4                                                       | [ 11 ] |
| F E V R I E R | 23   | Sortie internationale        | Past Cure                                                           | Windows, PlayStation 4, Xbox One                                    |        |
| F E V R I E R | 23   | Europe                       | Payday 2                                                            | Nintendo Switch                                                     |        |
| F E V R I E R | 23   | Sortie internationale        | Sword Art Online: Fatal Bullet                                      | PlayStation 4                                                       |        |
| F E V R I E R | 26   | États-Unis · Canada          | Part Time UFO                                                       | iOS, Android                                                        | [ 12 ] |
| F E V R I E R | 27   | Sortie internationale        | de Blob 2 Remastered                                                | PlayStation 4, Xbox One                                             |        |
| F E V R I E R | 27   | Sortie internationale        | Gravel                                                              | Windows, PlayStation 4, Xbox One                                    |        |
| F E V R I E R | 27   | Sortie internationale        | Into the Breach                                                     | Windows                                                             |        |
| F E V R I E R | 27   | Sortie internationale        | Moss                                                                | Windows, PlayStation 4                                              |        |
| F E V R I E R | 27   | Sortie internationale        | Outlast                                                             | Nintendo Switch                                                     |        |
| F E V R I E R | 27   | États-Unis · Canada          | Payday 2                                                            | Nintendo Switch                                                     |        |
| F E V R I E R | 28   | Sortie internationale        | Darkest Dungeon                                                     | Xbox One                                                            |        |
| F E V R I E R | 28   | Sortie internationale        | H1Z1                                                                | Windows                                                             |        |
| M A R S       | 1er  | Japon                        | Dragon Quest Builders                                               | Nintendo Switch                                                     |        |
| M A R S       | 2    | Sortie internationale        | Pit People                                                          | Windows, Xbox One                                                   |        |
| M A R S       | 6    | Sortie internationale        | Bravo Team                                                          | PlayStation 4                                                       |        |
| M A R S       | 6    | Europe · États-Unis · Canada | DJMax Respect                                                       | PlayStation 4                                                       |        |
| M A R S       | 6    | Sortie internationale        | Final Fantasy XV                                                    | Windows                                                             |        |
| M A R S       | 6    | Sortie internationale        | Fear Effect Sedna                                                   | Windows, PlayStation 4, Xbox One, Nintendo Switch                   |        |
| M A R S       | 6    | Sortie internationale        | Scribblenauts Showdown                                              | PlayStation 4, Xbox One, Nintendo Switch                            |        |
| M A R S       | 6    | Sortie internationale        | Way of the Passive Fist                                             | PlayStation 4                                                       | [ 13 ] |
| M A R S       | 7    | Sortie internationale        | Damascus Gear: Operation Osaka                                      | Windows, PlayStation 4, PlayStation Vita                            | [ 14 ] |
| M A R S       | 7    | Sortie internationale        | Chuchel                                                             | Windows, Mac, iOS, Android                                          |        |
| M A R S       | 7    | Sortie internationale        | Northgard                                                           | Windows                                                             | [ 15 ] |
| M A R S       | 7    | Sortie internationale        | Way of the Passive Fist                                             | Windows, Xbox One                                                   | [ 13 ] |
| M A R S       | 8    | Japon                        | Fist of the North Star: Lost Paradise                               | PlayStation 4                                                       |        |
| M A R S       | 8    | Sortie internationale        | Warhammer: Vermintide 2                                             | Windows                                                             |        |
| M A R S       | 8    | Japon                        | Your Four Knight Princesses Training Story                          | PlayStation 4, Nintendo Switch, PlayStation Vita                    | [ 16 ] |
| M A R S       | 9    | Sortie internationale        | Flinthook                                                           | Nintendo Switch                                                     |        |
| M A R S       | 12   | Sortie internationale        | Ghost of a Tale                                                     | PlayStation 4, Xbox One                                             |        |
| M A R S       | 13   | Sortie internationale        | Devil May Cry HD Collection                                         | Windows, PlayStation 4, Xbox One                                    | [ 17 ] |
| M A R S       | 13   | Sortie internationale        | Ghost of a Tale                                                     | Windows                                                             |        |
| M A R S       | 13   | Sortie internationale        | Q.U.B.E. 2                                                          | Windows, PlayStation 4, Xbox One                                    |        |
| M A R S       | 14   | Japon · États-Unis · Canada  | Gal Gunvolt Burst                                                   | PlayStation 4                                                       | [ 18 ] |
| M A R S       | 15   | Japon                        | Attack on Titan 2                                                   | Windows, PlayStation 4, Xbox One, Nintendo Switch, PlayStation Vita |        |
| M A R S       | 15   | Sortie internationale        | Surviving Mars                                                      | Windows, Mac, Linux PlayStation 4, Xbox One                         |        |
| M A R S       | 16   | Sortie internationale        | Burnout Paradise Remastered                                         | PlayStation 4, Xbox One                                             | ,      |
| M A R S       | 16   | Sortie internationale        | Kirby Star Allies                                                   | Nintendo Switch                                                     |        |
| M A R S       | 20   | Sortie internationale        | Assassin's Creed Rogue Remastered                                   | PlayStation 4, Xbox One                                             |        |
| M A R S       | 20   | Sortie internationale        | Attack on Titan 2                                                   | Windows, PlayStation 4, Xbox One, Nintendo Switch, PlayStation Vita |        |
| M A R S       | 20   | Sortie internationale        | Sea of Thieves                                                      | Windows, Xbox One                                                   |        |
| M A R S       | 20   | Sortie internationale        | Shantae and the Pirate's Curse                                      | Nintendo Switch                                                     |        |
| M A R S       | 21   | Japon                        | Valkyria Chronicles 4                                               | PlayStation 4                                                       |        |
| M A R S       | 23   | Sortie internationale        | A Way Out                                                           | Windows, PlayStation 4, Xbox One                                    |        |
| M A R S       | 23   | Sortie internationale        | Détective Pikachu                                                   | Nintendo 3DS                                                        | [ 21 ] |
| M A R S       | 23   | Sortie internationale        | Ni no kuni II : L'Avènement d'un nouveau royaume                    | Windows, PlayStation 4                                              |        |
| M A R S       | 27   | États-Unis · Canada          | Atelier Lydie & Suelle: The Alchemists and the Mysterious Paintings | PlayStation 4, Nintendo Switch                                      |        |
| M A R S       | 27   | Sortie internationale        | Atelier Lydie & Suelle: The Alchemists and the Mysterious Paintings | Windows                                                             |        |
| M A R S       | 27   | Sortie internationale        | Far Cry 5                                                           | Windows, PlayStation 4, Xbox One                                    |        |
| M A R S       | 27   | Sortie internationale        | MLB The Show 18                                                     | PlayStation 4                                                       |        |
| M A R S       | 27   | Sortie internationale        | MX vs. ATV All Out                                                  | Windows, PlayStation 4, Xbox One,                                   | [ 22 ] |
| M A R S       | 27   | Sortie internationale        | Outlast 2                                                           | Nintendo Switch                                                     |        |
| M A R S       | 27   | Sortie internationale        | The Alliance Alive                                                  | Nintendo 3DS                                                        |        |
| M A R S       | 27   | États-Unis · Canada          | The Witch and the Hundred Knight 2                                  | PlayStation 4                                                       |        |
| M A R S       | 28   | Sortie internationale        | Long Gone Days                                                      | Windows, Mac, Linux                                                 |        |
| M A R S       | 29   | Japon                        | Shining Resonance Refrain                                           | PlayStation 4                                                       |        |
| M A R S       | 29   | Japon                        | Super Robot Wars X                                                  | PlayStation 4, PlayStation Vita                                     |        |
| M A R S       | 30   | Europe                       | Atelier Lydie & Suelle: The Alchemists and the Mysterious Paintings | PlayStation 4, Nintendo Switch                                      |        |
| M A R S       | 30   | Europe                       | Penny-Punching Princess                                             | Nintendo Switch, PlayStation Vita                                   | [ 23 ] |
| M A R S       | 30   | Europe                       | The Witch and the Hundred Knight 2                                  | PlayStation 4                                                       |        |

### Second trimestre
| Mois      | Jour | Région                                   | Titre                                                  | Plates-formes                                                           | Réf.   |
| A V R I L | 3    | Sortie internationale                    | Crisis on the Planet of the Apes                       | Windows, PlayStation 4                                                  |        |
| A V R I L | 3    | États-Unis · Canada                      | The King of Fighters '97                               | Windows, PlayStation 4, PlayStation Vita                                |        |
| A V R I L | 3    | Sortie internationale                    | Minit                                                  | Windows, Mac, Linux, PlayStation 4, Xbox One                            |        |
| A V R I L | 4    | États-Unis · Canada                      | Penny-Punching Princess                                | Nintendo Switch, PlayStation Vita                                       | [ 23 ] |
| A V R I L | 5    | Japon                                    | The King of Fighters '97                               | Windows, PlayStation 4, PlayStation Vita                                |        |
| A V R I L | 6    | Europe                                   | Gal Gunvolt Burst                                      | PlayStation 4                                                           | [ 18 ] |
| A V R I L | 6    | Europe                                   | The King of Fighters '97                               | Windows, PlayStation 4, PlayStation Vita                                |        |
| A V R I L | 10   | Sortie internationale                    | Dark Rose Valkyrie                                     | Windows                                                                 | [ 24 ] |
| A V R I L | 10   | Sortie internationale                    | Extinction                                             | Windows, PlayStation 4, Xbox One                                        |        |
| A V R I L | 10   | Sortie internationale                    | Owlboy                                                 | PlayStation 4, Xbox One                                                 |        |
| A V R I L | 10   | Sortie internationale                    | Regalia: Royal Edition                                 | PlayStation 4                                                           | [ 25 ] |
| A V R I L | 11   | Sortie internationale                    | Hellblade: Senua's Sacrifice                           | Xbox One                                                                |        |
| A V R I L | 11   | Sortie internationale                    | Maelstrom                                              | Windows                                                                 | [ 26 ] |
| A V R I L | 11   | Sortie internationale                    | Robocraft Infinity                                     | Xbox One                                                                |        |
| A V R I L | 11   | Sortie internationale                    | Ys Origin                                              | Xbox One                                                                |        |
| A V R I L | 12   | Sortie internationale                    | Dead in Vinland                                        | Windows, Mac                                                            |        |
| A V R I L | 12   | Sortie internationale                    | Don't Starve                                           | Nintendo Switch                                                         |        |
| A V R I L | 12   | Sortie internationale                    | Regalia: Royal Edition                                 | Nintendo Switch                                                         | [ 25 ] |
| A V R I L | 13   | Sortie internationale                    | Regalia: Royal Edition                                 | Xbox One                                                                | [ 25 ] |
| A V R I L | 13   | Australie                                | The Witch and the Hundred Knight 2                     | PlayStation 4                                                           |        |
| A V R I L | 17   | Sortie internationale                    | Wild Guns Reloaded                                     | Nintendo Switch                                                         | [ 27 ] |
| A V R I L | 17   | États-Unis · Canada · Europe             | Yakuza 6                                               | PlayStation 4                                                           |        |
| A V R I L | 19   | Sortie internationale                    | Aqua Moto Racing Utopia                                | Wii U                                                                   |        |
| A V R I L | 20   | Sortie internationale                    | God of War                                             | PlayStation 4                                                           |        |
| A V R I L | 24   | Sortie internationale                    | BattleTech                                             | Windows, Mac, Linux                                                     |        |
| A V R I L | 24   | Japon                                    | Dillon's Dead-Heat Breakers                            | Nintendo 3DS                                                            |        |
| A V R I L | 24   | États-Unis · Canada · Europe             | Firefighters: Airport Fire Department                  | Nintendo Switch                                                         | [ 28 ] |
| A V R I L | 24   | Sortie internationale                    | Frostpunk                                              | Windows                                                                 |        |
| A V R I L | 24   | Sortie internationale                    | South Park : L'Annale du destin                        | Nintendo Switch                                                         | [ 29 ] |
| A V R I L | 24   | Sortie internationale                    | The Swords of Ditto                                    | Windows, Mac, Linux, PlayStation 4                                      | [ 30 ] |
| A V R I L | 26   | Sortie internationale                    | Light Fall                                             | Windows, Mac, Nintendo Switch                                           |        |
| A V R I L | 26   | Sortie internationale                    | Saturday Morning RPG                                   | Nintendo Switch                                                         |        |
| A V R I L | 26   | Japon                                    | The Legend of Heroes: Trails of Cold Steel II          | PlayStation 4                                                           |        |
| A V R I L | 26   | États-Unis · Canada                      | Ys VIII: Lacrimosa of Dana                             | Nintendo Switch                                                         |        |
| A V R I L | 27   | États-Unis · Canada · Europe             | Psychedelica of the Black Butterfly and the Ashen Hawk | PlayStation Vita                                                        |        |
| A V R I L | 28   | Sortie internationale                    | Yoku's Island Express                                  | Windows, PlayStation 4, Xbox One, Nintendo Switch                       |        |
| A V R I L | 29   | Europe                                   | Ys VIII: Lacrimosa of Dana                             | Nintendo Switch                                                         |        |
| A V R I L | 30   | Sortie internationale                    | The Forest                                             | Windows                                                                 |        |
| M A I     | 1er  | Sortie internationale                    | Battlezone: Gold Edition                               | Windows, PlayStation 4, Xbox One                                        | [ 31 ] |
| M A I     | 1er  | Sortie internationale                    | Super Mega Baseball 2                                  | Windows, PlayStation 4, Xbox One                                        | [ 32 ] |
| M A I     | 3    | Japon                                    | Donkey Kong Country: Tropical Freeze                   | Nintendo Switch                                                         | [ 33 ] |
| M A I     | 3    | États-Unis · Canada                      | Professional Construction: The Simulation              | Nintendo Switch                                                         | [ 34 ] |
| M A I     | 3    | Sortie internationale                    | Total War Saga: Thrones of Britannia                   | Windows                                                                 | [ 35 ] |
| M A I     | 4    | Sortie internationale                    | City of Brass                                          | Windows, PlayStation 4, Xbox One                                        | [ 36 ] |
| M A I     | 4    | États-Unis · Canada · Europe             | Donkey Kong Country: Tropical Freeze                   | Nintendo Switch                                                         | ,      |
| M A I     | 8    | Sortie internationale                    | AO International Tennis                                | Windows, PlayStation 4, Xbox One                                        | [ 39 ] |
| M A I     | 8    | Sortie internationale                    | Conan Exiles                                           | Windows, PlayStation 4, Xbox One                                        | [ 40 ] |
| M A I     | 8    | Sortie internationale                    | Pillars of Eternity II: Deadfire                       | Windows, Mac, Linux                                                     | [ 41 ] |
| M A I     | 10   | Sortie internationale                    | Laser League                                           | Windows, PlayStation 4, Xbox One                                        |        |
| M A I     | 15   | Sortie internationale                    | Battle Chasers: Nightwar                               | Nintendo Switch                                                         | [ 42 ] |
| M A I     | 15   | États-Unis · Canada · Europe             | Little Witch Academia: Chamber of Time                 | Windows, PlayStation 4                                                  | [ 43 ] |
| M A I     | 15   | Sortie internationale                    | Omensight                                              | Windows, PlayStation 4                                                  | [ 44 ] |
| M A I     | 15   | Sortie internationale                    | Shin Megami Tensei: Strange Journey Redux              | Nintendo 3DS                                                            | [ 45 ] |
| M A I     | 15   | États-Unis · Canada · Europe             | Touhou Azure Reflections                               | PlayStation 4                                                           | [ 46 ] |
| M A I     | 15   | Sortie internationale                    | Walden, a game                                         | PlayStation 4                                                           | [ 47 ] |
| M A I     | 17   | Sortie internationale                    | FAR: Lone Sails                                        | Windows                                                                 | [ 48 ] |
| M A I     | 17   | Sortie internationale                    | The Banner Saga                                        | Nintendo Switch                                                         | [ 49 ] |
| M A I     | 17   | Sortie internationale                    | Yonder: The Cloud Catcher Chronicles                   | Nintendo Switch                                                         | [ 50 ] |
| M A I     | 18   | Sortie internationale                    | Hyrule Warriors: Definitive Edition                    | Nintendo Switch                                                         | [ 51 ] |
| M A I     | 18   | Sortie internationale                    | Little Nightmares Complete Edition                     | Nintendo Switch                                                         | [ 52 ] |
| M A I     | 21   | Sortie internationale                    | The Elder Scrolls Online: Summerset                    | Windows, Mac                                                            |        |
| M A I     | 22   | Sortie internationale                    | Mega Man: Legacy Collection                            | Nintendo Switch                                                         | [ 53 ] |
| M A I     | 22   | Sortie internationale                    | Mega Man: Legacy Collection 2                          | Nintendo Switch                                                         | [ 53 ] |
| M A I     | 22   | Sortie internationale                    | Runner 3                                               | Windows, Nintendo Switch                                                | [ 54 ] |
| M A I     | 22   | Sortie internationale                    | Stardew Valley                                         | PlayStation Vita                                                        | [ 55 ] |
| M A I     | 22   | Sortie internationale                    | State of Decay 2                                       | Windows, Xbox One                                                       | [ 56 ] |
| M A I     | 22   | Sortie internationale                    | Tennis World Tour                                      | Windows, PlayStation 4, Xbox One, Nintendo Switch                       | [ 57 ] |
| M A I     | 24   | Japon                                    | Biohazard 7: Resident Evil Cloud Version               | Nintendo Switch                                                         | [ 58 ] |
| M A I     | 24   | Sortie internationale                    | Bloodstained: Curse of the Moon                        | Windows, PlayStation 4, Nintendo Switch, Nintendo 3DS, PlayStation Vita | [ 59 ] |
| M A I     | 24   | États-Unis · Canada · Europe             | Dillon's Dead-Heat Breakers                            | Nintendo 3DS                                                            |        |
| M A I     | 24   | Japon                                    | Persona 3: Dancing in Moonlight                        | PlayStation 4, PlayStation Vita                                         | [ 60 ] |
| M A I     | 24   | Japon                                    | Persona 4: Dancing All Night                           | PlayStation 4                                                           | [ 60 ] |
| M A I     | 24   | Japon                                    | Persona 5: Dancing in Starlight                        | PlayStation 4, PlayStation Vita                                         | [ 61 ] |
| M A I     | 24   | Europe                                   | Professional Construction: The Simulation              | Nintendo Switch                                                         | [ 62 ] |
| M A I     | 24   | Japon                                    | Railway Empire                                         | Windows, Linux, SteamOS, PlayStation 4, Xbox One                        |        |
| M A I     | 24   | Sortie internationale                    | Punch Club                                             | Nintendo Switch                                                         | [ 63 ] |
| M A I     | 25   | États-Unis · Canada                      | 7'scarlet                                              | PlayStation Vita                                                        | [ 64 ] |
| M A I     | 25   | Sortie internationale                    | Dark Souls: Remastered                                 | Windows, PlayStation 4, Xbox One                                        | [ 65 ] |
| M A I     | 25   | Sortie internationale                    | Detroit: Become Human                                  | PlayStation 4                                                           | [ 66 ] |
| M A I     | 25   | Sortie internationale                    | Sudden Strike 4                                        | Xbox One                                                                | [ 67 ] |
| M A I     | 29   | États-Unis · Canada · Europe · Australie | Agony                                                  | Windows, PlayStation 4, Xbox One                                        | [ 68 ] |
| M A I     | 29   | États-Unis · Canada                      | Fallen Legion: Rise to Glory                           | Nintendo Switch                                                         | [ 69 ] |
| M A I     | 29   | États-Unis · Canada                      | Harvest Moon : Lumière d'espoir                        | PlayStation 4, Nintendo Switch                                          |        |
| M A I     | 29   | Sortie internationale                    | Ikaruga                                                | Nintendo Switch                                                         | [ 70 ] |
| M A I     | 29   | Sortie internationale                    | Legend of Kay Anniversary                              | Nintendo Switch                                                         | [ 71 ] |
| M A I     | 29   | Sortie internationale                    | Moonlighter                                            | Windows                                                                 | [ 72 ] |
| M A I     | 30   | Sortie internationale                    | Pokémon Quest                                          | Nintendo Switch                                                         | [ 73 ] |
| M A I     | 31   | Japon                                    | Full Metal Panic! Fight! Who Dares Wins                | PlayStation 4                                                           | [ 74 ] |
| M A I     | 31   | Japon                                    | BlazBlue: Cross Tag Battle                             | Windows, PlayStation 4, Nintendo Switch                                 |        |
| M A I     | 31   | Japon                                    | The Liar Princess and the Blind Prince                 | PlayStation 4, Nintendo Switch, PlayStation Vita                        | [ 75 ] |
| M A I     | 31   | Sortie internationale                    | Overload                                               | Windows, Mac, Linux                                                     | [ 76 ] |
| M A I     | 31   | Sortie internationale                    | Yesterday Origins                                      | Nintendo Switch                                                         | [ 77 ] |
| J U I N   | 1er  | Europe                                   | Fallen Legion: Rise to Glory                           | Nintendo Switch                                                         | [ 69 ] |
| J U I N   | 5    | États-Unis                               | BlazBlue: Cross Tag Battle                             | Windows, PlayStation 4, Nintendo Switch                                 |        |
| J U I N   | 15   | Sortie internationale                    | Among Us                                               | Windows, iOS                                                            |        |
| J U I N   | 22   | Europe                                   | BlazBlue: Cross Tag Battle                             | Windows, PlayStation 4, Nintendo Switch                                 |        |
| J U I N   | 24   | Sortie internationale                    | Bloodstained: Curse of the Moon                        | Xbox One                                                                | [ 78 ] |
| J U I N   | 25   | États-Unis · Canada · Europe             | Les Aventures extraordinaires de Captain Spirit        | Windows, PlayStation 4, Xbox One                                        |        |
| J U I N   | 26   | Australie                                | Les Aventures extraordinaires de Captain Spirit        | Windows, PlayStation 4, Xbox One                                        |        |
| J U I N   | 28   | Japon                                    | Ys VIII: Lacrimosa of Dana                             | Nintendo Switch                                                         |        |
| J U I N   | 29   | Sortie internationale                    | The Crew 2                                             | Windows, PlayStation 4, Xbox One                                        |        |

### Troisième trimestre
| Mois              | Jour | Région                       | Titre                            | Plates-formes                                                 | Réf.   |
| J U I L E T       | 10   | Sortie internationale        | Shining Resonance Refrain        | Windows, PlayStation 4, Xbox One, Nintendo Switch             |        |
| J U I L E T       | 11   | Sortie internationale        | Warhammer: Vermintide 2          | Xbox One                                                      |        |
| J U I L E T       | 25   | Sortie internationale        | Asphalt 9: Legends               | Windows, iOS, Android                                         |        |
| J U I L E T       | 27   | Europe                       | WarioWare Gold                   | Nintendo 3DS                                                  | [ 79 ] |
| J U I L E T       | 28   | Australie                    | WarioWare Gold                   | Nintendo 3DS                                                  | [ 79 ] |
| A O U T           | 2    | Sortie internationale        | Armored Warfare                  | Xbox One                                                      |        |
| A O U T           | 2    | Japon                        | WarioWare Gold                   | Nintendo 3DS                                                  | [ 79 ] |
| A O U T           | 2    | Sortie internationale        | Iconoclasts                      | Nintendo Switch                                               |        |
| A O U T           | 3    | États-Unis · Canada          | WarioWare Gold                   | Nintendo 3DS                                                  | [ 79 ] |
| A O U T           | 7    | Sortie internationale        | Dead Cells                       | Windows, Mac, Linux, PlayStation 4, Xbox One, Nintendo Switch |        |
| A O U T           | 8    | Japon                        | Sword Art Online: Fatal Bullet   | Nintendo Switch                                               |        |
| A O U T           | 9    | Sortie internationale        | Into the Breach                  | Mac                                                           |        |
| A O U T           | 9    | Sortie internationale        | Minit                            | Nintendo Switch                                               | [ 80 ] |
| A O U T           | 9    | Sortie internationale        | Monster Hunter: World            | Windows                                                       |        |
| A O U T           | 9    | Sortie internationale        | Sword Art Online: Fatal Bullet   | Nintendo Switch                                               |        |
| A O U T           | 14   | Sortie internationale        | Death's Gambit                   | Windows, PlayStation 4                                        |        |
| A O U T           | 21   | Sortie internationale        | Burnout Paradise Remastered      | Windows                                                       |        |
| A O U T           | 24   | Sortie internationale        | F1 2018                          | Windows, PlayStation 4, Xbox One                              |        |
| A O U T           | 28   | Sortie internationale        | de Blob 2 Remastered             | Nintendo Switch                                               |        |
| A O U T           | 28   | Sortie internationale        | Dirty Bomb                       | Windows                                                       |        |
| A O U T           | 28   | Sortie internationale        | Into the Breach                  | Nintendo Switch                                               |        |
| S E P T E M B R E | 18   | Sortie internationale        | The Bard's Tale IV: Barrows Deep | Windows                                                       |        |
| S E P T E M B R E | 25   | États-Unis · Canada          | Dakar 18                         | Windows, PlayStation 4, Xbox One                              |        |
| S E P T E M B R E | 25   | Europe · États-Unis · Canada | Valkyria Chronicles 4            | PlayStation 4, Xbox One, Nintendo Switch                      |        |
| S E P T E M B R E | 25   | Sortie internationale        | Valkyria Chronicles 4            | Windows                                                       |        |
| S E P T E M B R E | 27   | Japon                        | Dragon Ball FighterZ             | Nintendo Switch                                               |        |
| S E P T E M B R E | 27   | Japon                        | Valkyria Chronicles 4            | Nintendo Switch                                               |        |
| S E P T E M B R E | 28   | Europe                       | Dakar 18                         | Windows, PlayStation 4, Xbox One                              |        |
| S E P T E M B R E | 28   | Sortie internationale        | Dragon Ball FighterZ             | Nintendo Switch                                               |        |

### Quatrième trimestre
| Mois            | Jour | Région                | Titre                                    | Plates-formes                                     | Réf.   |
| O C T O B R E   | 2    | Sortie internationale | Fist of the North Star: Lost Paradise    | PlayStation 4                                     |        |
| O C T O B R E   | 2    | Sortie internationale | Mega Man 11                              | Windows, PlayStation 4, Xbox One, Nintendo Switch |        |
| O C T O B R E   | 2    | Sortie internationale | Forza Horizon 4                          | Windows, Xbox One                                 |        |
| O C T O B R E   | 5    | Sortie internationale | Assassin's Creed Odyssey                 | Windows, PlayStation 4, Xbox One                  |        |
| O C T O B R E   | 5    | Sortie internationale | Super Mario Party                        | Nintendo Switch                                   |        |
| O C T O B R E   | 12   | Sortie internationale | Call of Duty: Black Ops IIII             | Windows, PlayStation 4, Xbox One                  |        |
| O C T O B R E   | 12   | États-Unis · Canada   | Luigi's Mansion                          | Nintendo 3DS                                      |        |
| O C T O B R E   | 18   | Sortie internationale | Return of the Obra Dinn                  | Windows, Mac                                      | [ 81 ] |
| O C T O B R E   | 19   | Europe                | Luigi's Mansion                          | Nintendo 3DS                                      |        |
| O C T O B R E   | 30   | Sortie internationale | Call of Cthulhu: The Official Video Game | Windows, PlayStation 4, Xbox One                  |        |
| O C T O B R E   | 31   | Sortie internationale | Deltarune                                | Windows, Mac                                      |        |
| N O V E M B R E | 6    | Sortie internationale | Déraciné                                 | PlayStation 4                                     |        |
| N O V E M B R E | 6    | Sortie internationale | The Forest                               | PlayStation 4                                     |        |
| N O V E M B R E | 8    | Sortie internationale | Don't Starve: Hamlet                     | Windows                                           |        |
| N O V E M B R E | 8    | Japon                 | Luigi's Mansion                          | Nintendo 3DS                                      |        |
| N O V E M B R E | 9    | Sortie internationale | 11-11 Memories Retold                    | Windows, PlayStation 4, Xbox One                  | [ 82 ] |
| N O V E M B R E | 14   | Sortie internationale | Fallout 76                               | Windows, PlayStation 4, Xbox One                  |        |
| N O V E M B R E | 20   | Sortie internationale | Battlefield V                            | Windows, PlayStation 4, Xbox One                  |        |
| N O V E M B R E | 21   | Sortie internationale | Assassin's Creed Rebellion               | iOS, Android                                      |        |
| N O V E M B R E | 27   | Sortie internationale | Darksiders III                           | Windows, PlayStation 4, Xbox One                  |        |
| D E C E M B R E | 4    | Sortie internationale | Subnautica                               | PlayStation 4, Xbox One                           |        |
| D E C E M B R E | 7    | Sortie internationale | Ashen                                    | Windows, Xbox One                                 |        |
| D E C E M B R E | 7    | Sortie internationale | Super Smash Bros. Ultimate               | Nintendo Switch                                   |        |
| D E C E M B R E | 10   | Sortie internationale | Dusk                                     | Windows                                           |        |
| D E C E M B R E | 13   | Sortie internationale | Gris                                     | Windows, Mac, Nintendo Switch                     |        |
| D E C E M B R E | 14   | Sortie internationale | Below                                    | Windows, Xbox One                                 | [ 83 ] |
| D E C E M B R E | 18   | Sortie internationale | Warhammer: Vermintide 2                  | PlayStation 4                                     |        |

### Sorties de jeux épisodiques
- Batman: The Enemy Within
  - 23 janvier : Épisode 4: What Ails You (Windows, Mac, PlayStation 4, Xbox One, Nintendo Switch, iOS, Android)
  - 27 mars : Épisode 5: Same Stitch (Windows, Mac, PlayStation 4, Xbox One, Nintendo Switch, iOS, Android)
- The Walking Dead : L'Ultime Saison
  - 14 août : Épisode 1: Un Nouveau Refuge (Windows, PlayStation 4, Xbox One, Nintendo Switch)
  - 25 septembre : Épisode 2: Les Enfants Perdus (Windows, PlayStation 4, Xbox One, Nintendo Switch)
- Life Is Strange 2
  - 27 septembre : Épisode 1 (Windows, Linux, PlayStation 4, Xbox One)

## Récompenses
God of War  est élu jeu de l'année.